# Optimetr

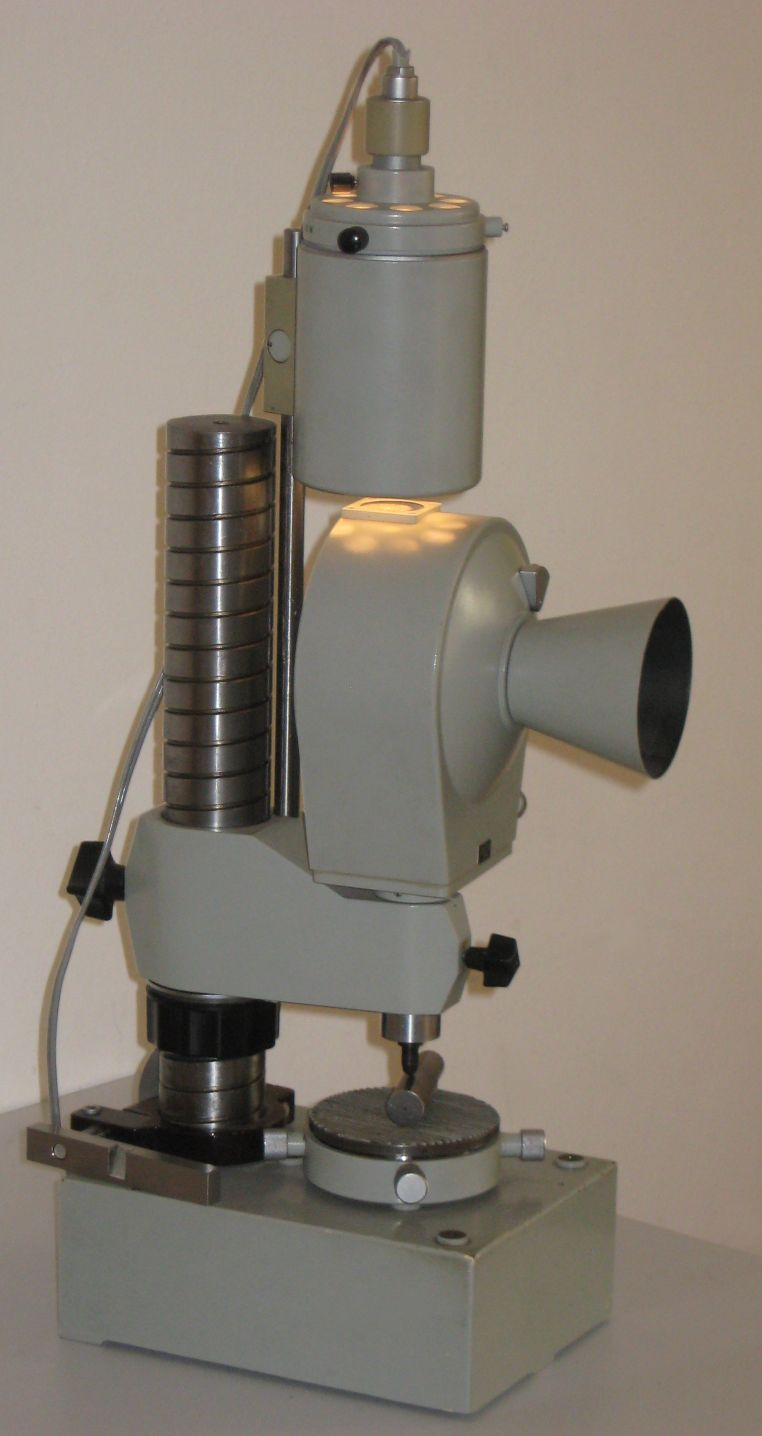
Optimetr projekcyjny produkcji Carl Zeiss Jenna wyprodukowany ok. 1975 r.

Optimetr – czujnik optyczno-mechaniczny, służący do dokładnych pomiarów długości metodą porównawczą z wykorzystaniem 
płytek wzorcowych. Pomysł budowy optimetru polega na wykorzystaniu wychylanego przez trzpień pomiarowy lustra do zmiany położenia obrazu podzielni na tle nieruchomego wskaźnika.  
Czujniki te wykonywane były w dwu wersjach: do obserwacji przez okular lub z układem projekcyjnym na matówce (wymagane zasilanie żarówki). Najbardziej rozpowszechnione mają zakres ±100 μm i działkę elementarną 1 μm przy błędach nieprzekraczających ±0,3 μm. Wykonywane były także w wersji dokładniejszej zwanej ultra-optimetrem z działką elementarną 0,2 lub 0,1 μm otrzymaną dzięki wielokrotnemu odbiciu promieni od lustra ruchomego. Ultra-optimetry wykorzystywane były głównie  do sprawdzania płytek wzorcowych niższych klas metodą porównawczą.

## Budowa
- obiektyw
- tubus optyczny
- okular z podziałką o wartości działki elementarnej 0,001 mm
- pryzmat zmieniający kierunek biegu promieni
- lusterko pomiarowe, zawracające bieg promieni
- trzpień pomiarowy z ostrzem kulkowym, lub ściętym
- układ oświetlający z lusterkiem